# Szlachta polska na Wołyniu

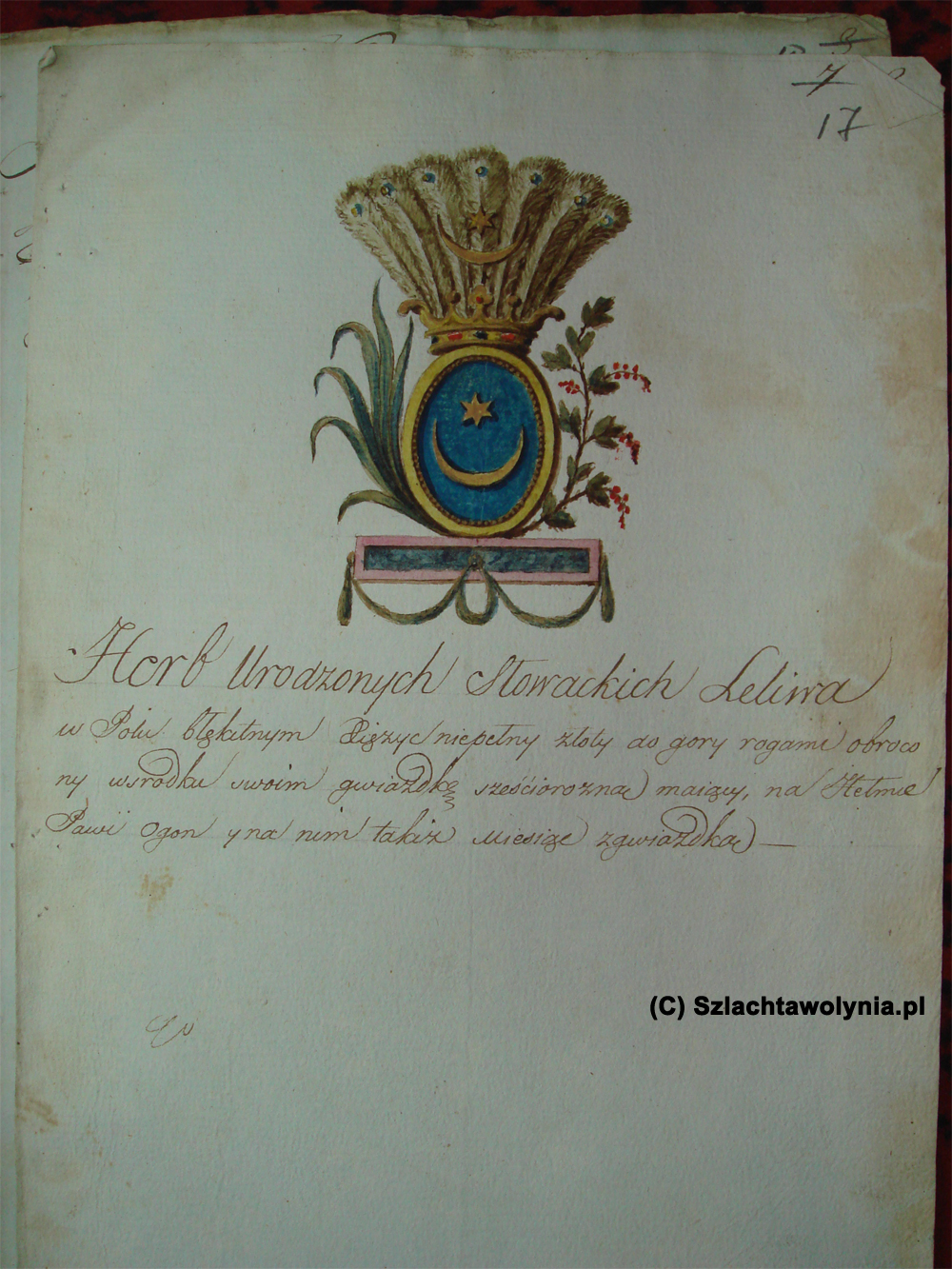
Dokumenty legitymacyjne z Wołynia, ród Słowackich herbu Leliwa, 1800 rok

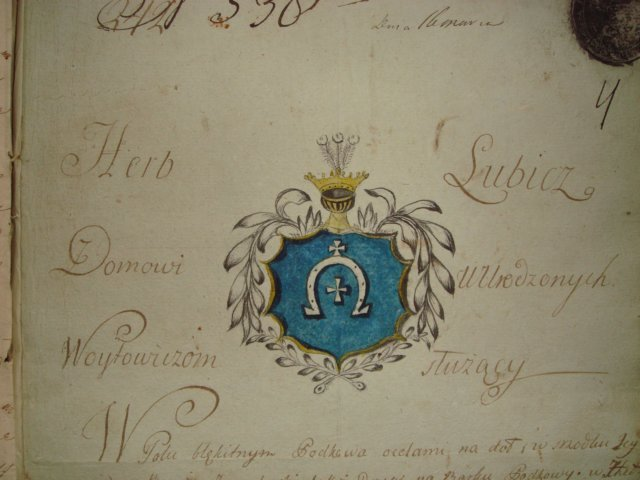
Ród Wojtowiczów herbu Lubicz z Wołynia, dokument legitymacyjny

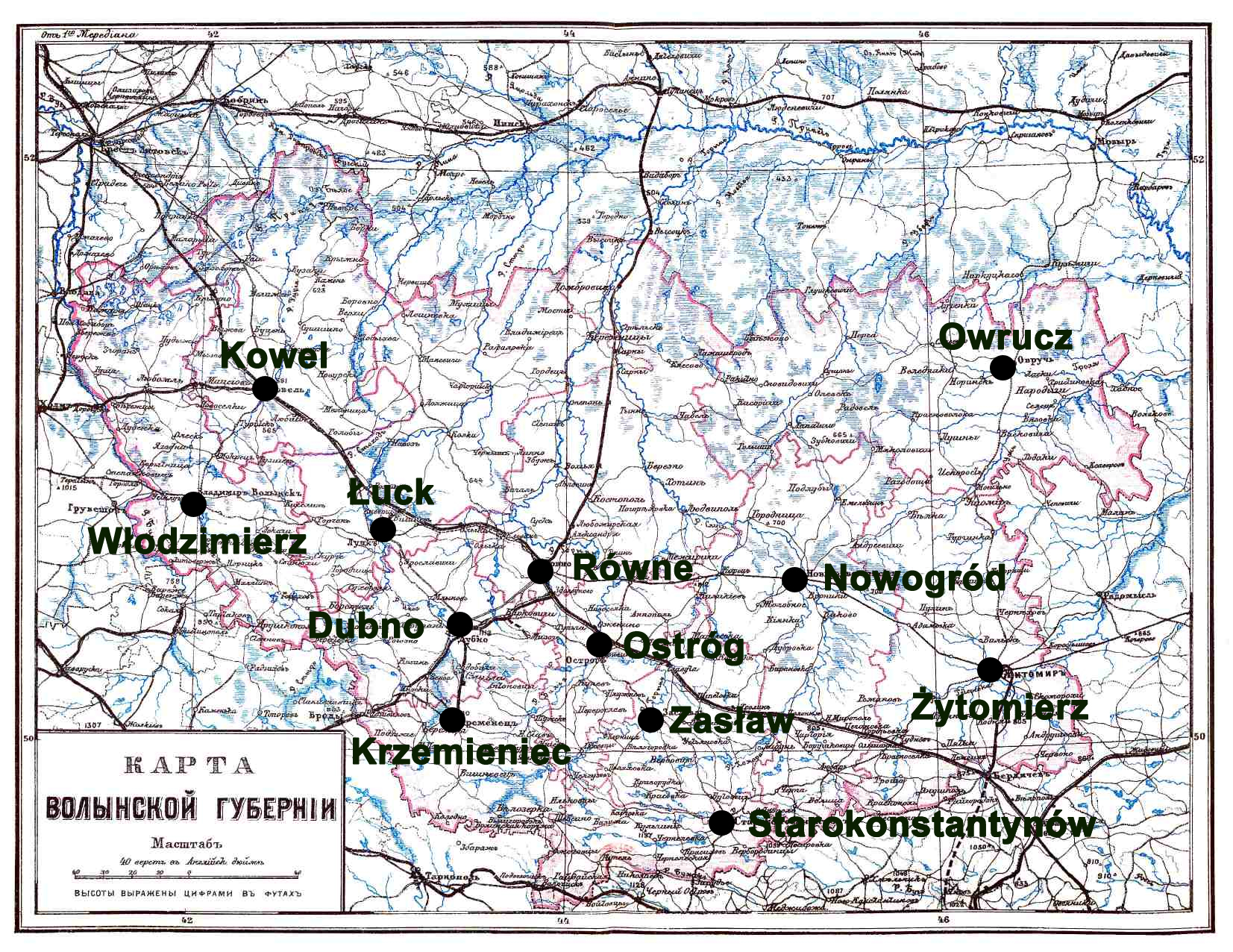
Gubernia Wołyńska. 1890-1906.

Szlachta polska na Wołyniu – osoby wyższej warstwy społecznej, narodowości polskiej zamieszkujące obszar Wołynia.

## Wstęp
Kiedy zmowa Cesarzy sprawiła, że słabnąca Rzeczpospolita skazana została na nieistnienie, jej wschodnie – litewskie i ruskie – ziemie zostały w kolejnych rozbiorach przyłączone do Imperium Rosyjskiego, w tym Wołyń, który w 1795 roku stał się jedną z guberni złożoną z 12 ujezdów (powiatów) – z centralnym miastem Żytomierzem. Szlachta Wołynia znalazła się w obliczu nowej sytuacji prawno-administracyjnej, całkowicie odmiennej od polskiego prawa i tradycji.
Początkowo, po podziale przyłączonych ziem na gubernie i wprowadzeniu rosyjskiej administracji, utrzymano dawne sądy ziemskie i polskich urzędników niższej administracji oraz starano się uzyskać przychylność polskiej magnaterii, a za jej pośrednictwem szlachty posiadającej majątki ziemskie – posesjonatów. Natomiast podejrzliwie traktowano drobną szlachtę, w większości mocno patriotyczną. Na terenach przyłączonych, żywioł polski był liczebniejszy od zaborcy i niezbyt czytelny – tym samym niebezpieczny – w swym stanie posiadania. Dlatego między innymi, postanowiono dokonać weryfikacji polskiej szlachty nakazując jej według „Hramoty o szlachcie” wylegitymować się przed Heroldią w Petersburgu. Jak słusznie przewidziano, sporej części szlachty drobnej sprawiło niemały kłopot przedstawienie stosownych dokumentów mogących świadczyć o szlachectwie.

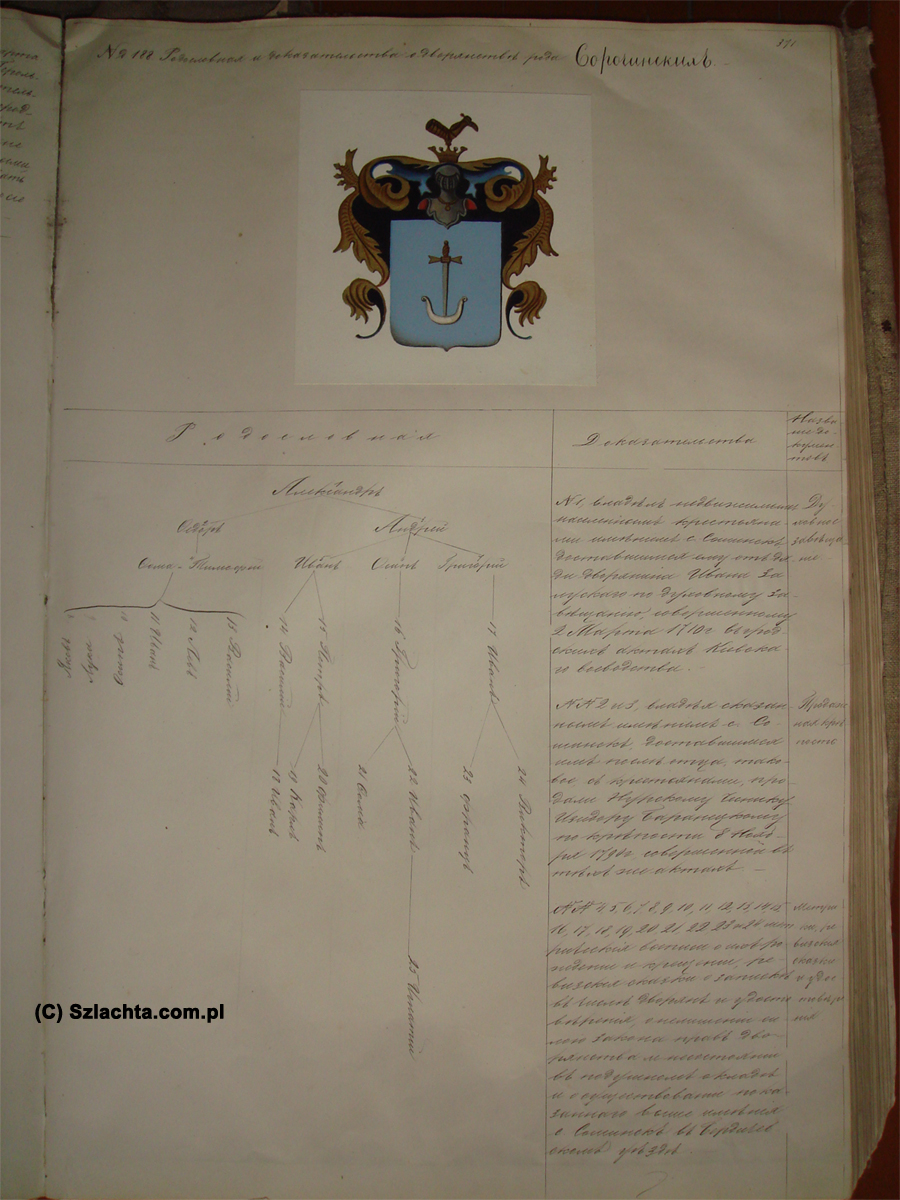
Dokument wywodowy rodu Soroczyńskich herbu Nowina

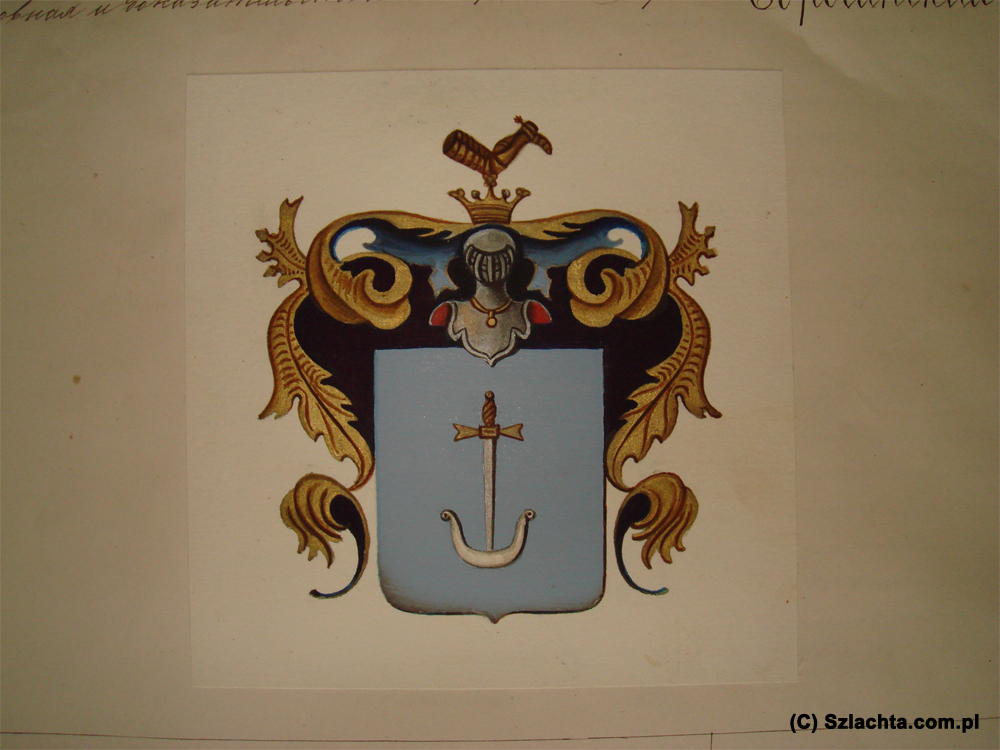
Ręcznie malowana podobizna herbu Nowina z dokumentów wywodowych na Wołyniu

## Legitymacja polskiej szlachty na Wołyniu
Historia kształtowania się stanu szlacheckiego w Rosji była o kilka wieków późniejsza niż jego odpowiedników w Rzeczypospolitej czy zachodnich państwach Europy. Dopiero generalny przywilej cesarzowej Katarzyny II dla szlachty „Żałowannaja gramota dworiaństwu” z 21 kwietnia (2 maja) 1785 zbierał, porządkował i rozszerzał rozproszone akty prawne tego obszaru. Powołana została również Heroldia. Inne były też drogi wejścia plebejuszy do tego stanu, głównie przez karierę wojskową czy osiągnięcie odpowiedniego stopnia w tabeli rang biurokratycznego aparatu carskiego.
Procedura legitymacji miała dwustopniowy kierunek działania. Przewidziane prawem dokumenty wpierw przyjmowała komisja gubernialna złożona z marszałka i przedstawicieli szlachty powiatu, później przesyłano dowody do Petersburga. W każdej guberni założono księgi genealogiczne podzielone na 6 części, do których wpisywano szlachtę stosownie do jej zakwalifikowania na podstawie okazanych dowodów:
- W części I o dowodach młodszych niż sprzed 1685 (od 100 lat)
- W części II nobilitowana za zasługi wojskowe
- W części III nobilitowana za uzyskanie przynajmniej 8 rangi urzędniczej
- W części IV szlachtę cudzoziemską osiadłą w Rosji przed zaborami
- W części V arystokrację (szlachtę utytułowaną)
- W części VI nieutytułowaną, odwieczną – czyli posiadającą szlachectwo przed 1685.

Tą drogą, przedstawiciele szlachty polskiej, którzy udowodnili swoje szlachectwo zostali zaliczeni do szlachty rosyjskiej i wpisani do jednej z sześciu części gubernialnej księgi genealogicznej.
Brak dowodów, iż niezaliczenie do szlachty rosyjskiej odbierało szlachectwo polskie, jednakże brak przywilejów tego stanu w świetle rosyjskiego prawodawstwa, prowadził nieuchronnie do deklasacji. Odmowa legitymacji spotkała też uczestników powstań narodowych, posuwając się nawet do konfiskaty majątków.

## Wywody rodowitości szlacheckiej

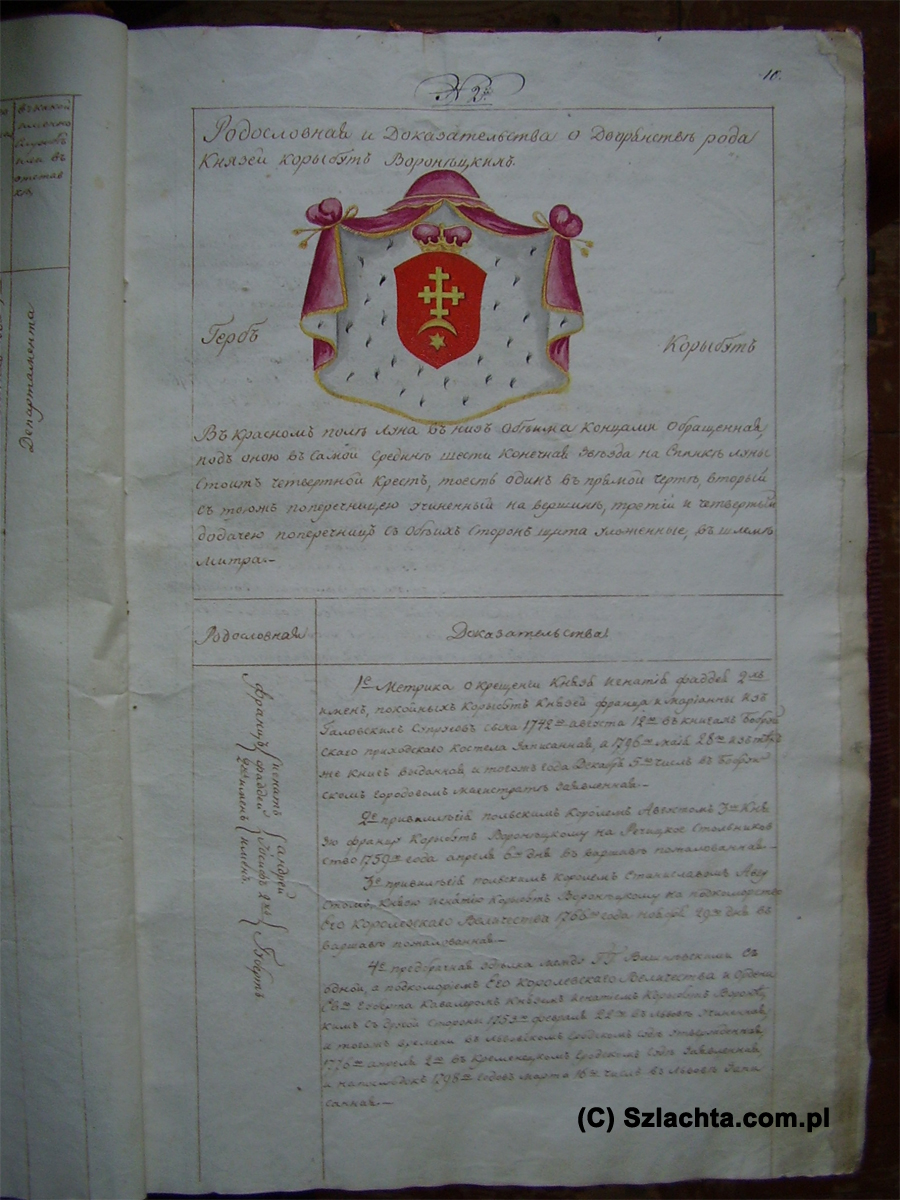
Wywód rodowitości szlacheckiej rodu Woronieckich
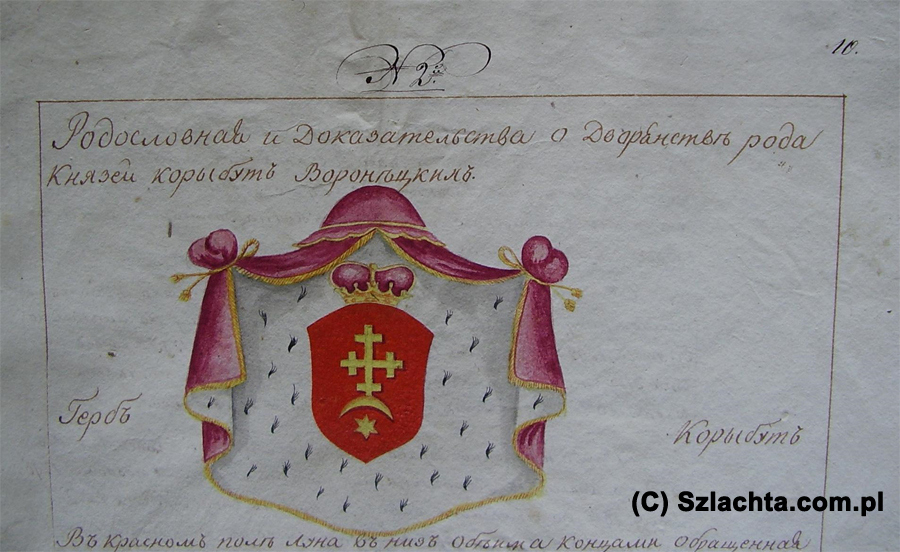
Ręcznie malowany herb rodu Woronieckich
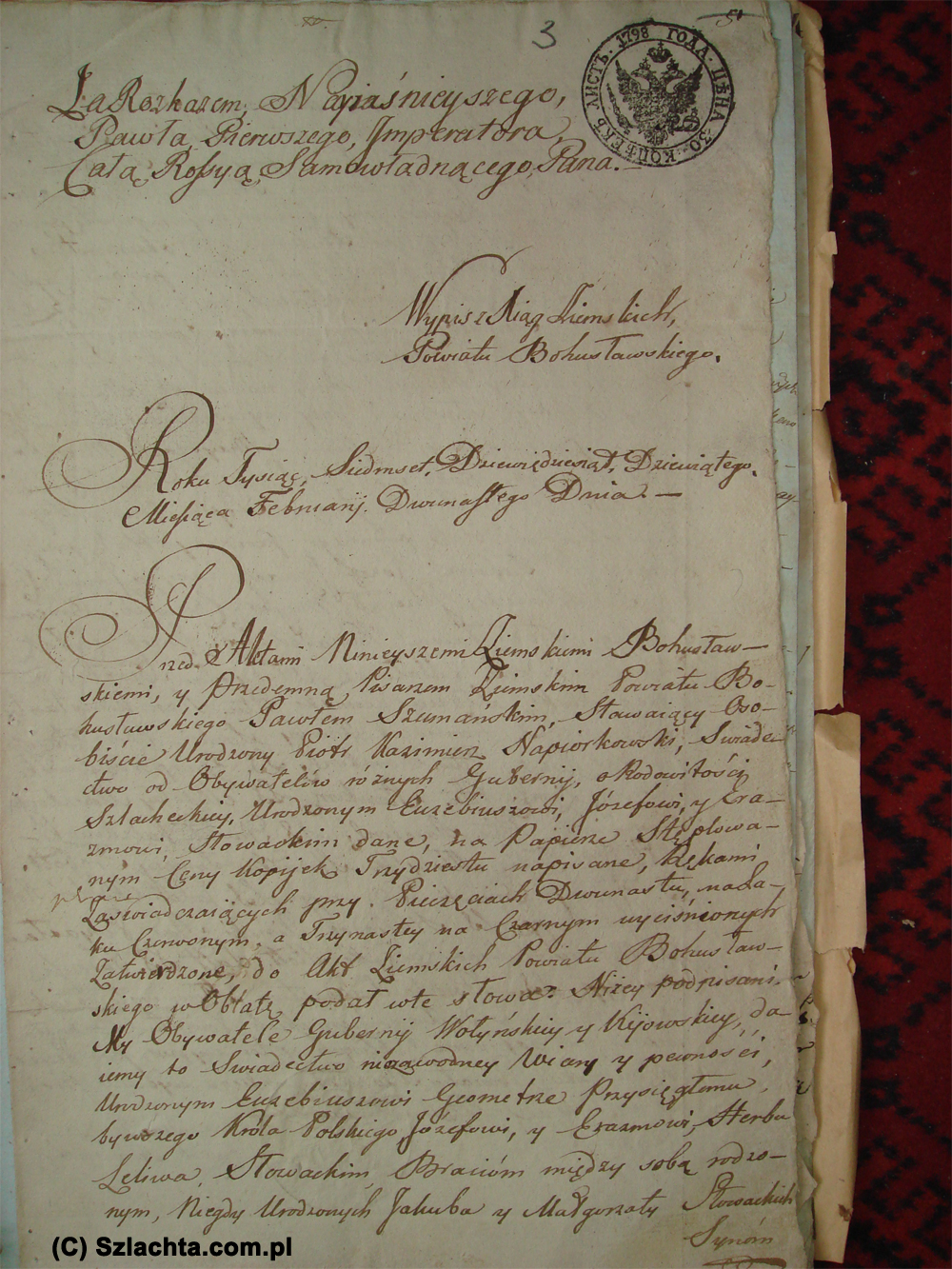
Dowód szlachectwa. Wypis z ksiąg ziemskich powiatu Bohusławskiego 1799 r.
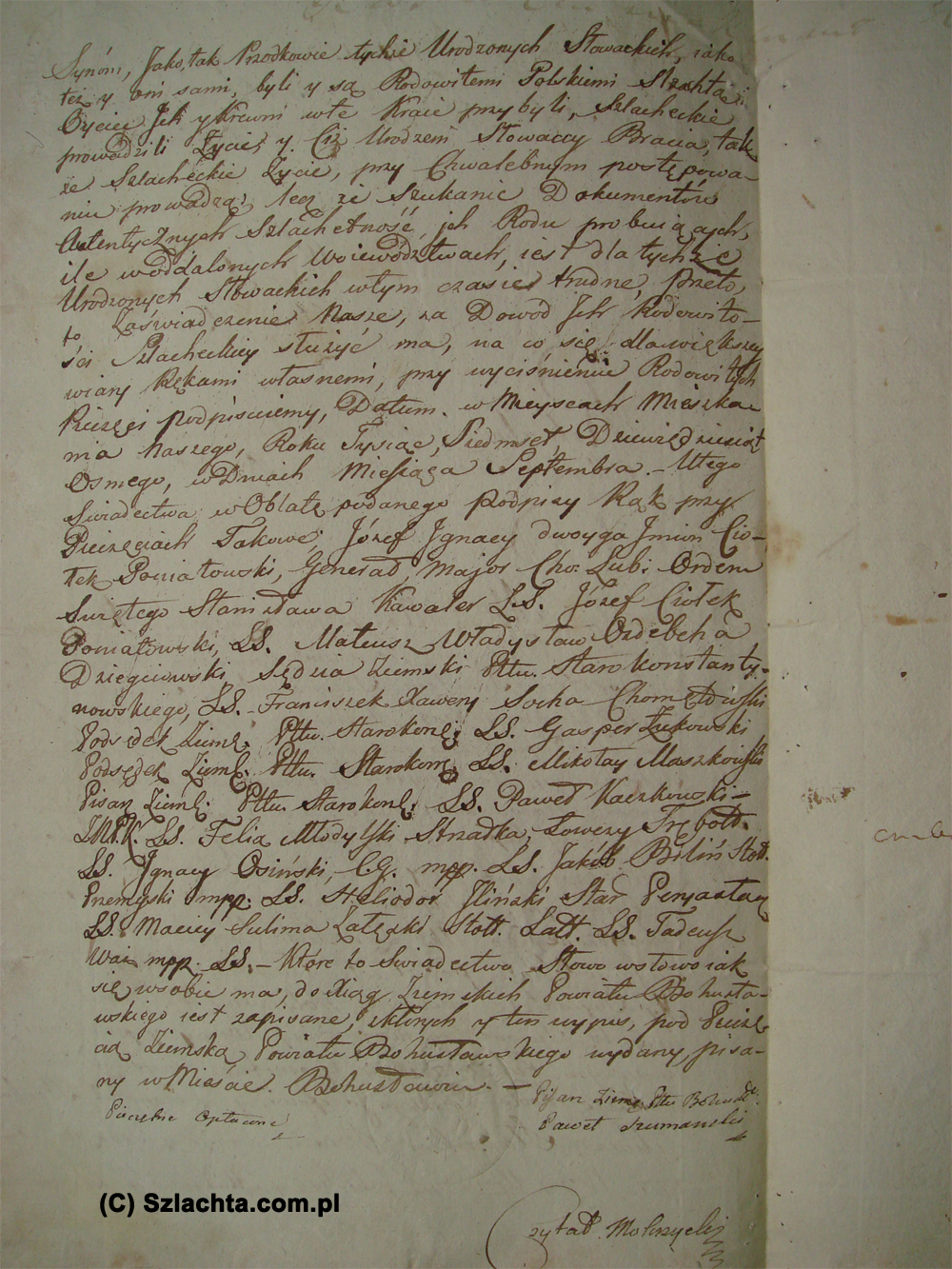
Świadectwo 12 szlachciców o szlacheckim pochodzeniu rodu Słowackich